# Nissan Note
Nissan Note (яп. 日産・ノート Но:то, читается как «но́ут») — линейка субкомпактвэнов, производимых японской компанией Nissan с 2005 года. На данный момент выпускается представленное в 2020 году третье поколение автомобиля. Изначально представленная для внутреннего японского рынка, модель затем стала доступна для рынков Европы, СНГ, Северной Америки и Азии. Note пришёл на смену непопулярному Almera Tino, который не выдержал конкуренции с компактвэном Renault Scenic.
Первые два поколения спроектированы на платформе «Nissan B», которую используют также Renault Modus, Renault Symbol, Renault Logan (Dacia Logan), Nissan Tiida, Nissan Platina. Третье поколение спроектировано на модульной платформе «CMF-B».
В России и СНГ продавались автомобили первого поколения, до середины 2014 года. Начиная со второго поколения, модель в России стала более недоступна.

## Первое поколение (E11)
Разработка модели началась в 2002 году, а спустя два года был представлен концепт Nissan Tone, ставший прототипом для европейской модели с точки зрения дизайна. Серийная модель для рынка Японии была представлена 19 января 2005 года, а продажи начались на следующий день. Модель трижды проходила обновления: изменение комплектаций и интерьера в 2005 году, крупный рестайлинг в 2008 году и небольшое обновление в 2010 году. Выпускались и специальные модификации, среди которых тюнингованные Note Autech Rider и Note Aero Style, версии для людей с ограниченными возможностями Note Lifecare Vehicles и модификация с особой отделкой интерьера Note 15 Brownie Interior.
Европейская модель, отличающаяся иным дизайном передка, была представлена осенью 2005 года, а продажи начались в течение весны 2006 года. Она проходила обновления трижды: крупный рестайлинг в 2008 году и небольшое обновление комплектаций в 2010 и 2012 году. Сборка осуществлялась на заводе в городе Сандерленд, Великобритания. Что касается модификаций, то выпускалась версия Eco Note с битопливным двигателем для рынка Италии и ограниченная версия Note Nickelodeon для рынка Франции, выпущенная в партнёрстве с американским телеканалом серией из 1000 машин. В октябре 2005 года на базе модели был создан концепт Note inspired by adidas, разработанный совместно с немецким производителем спортивной одежды.

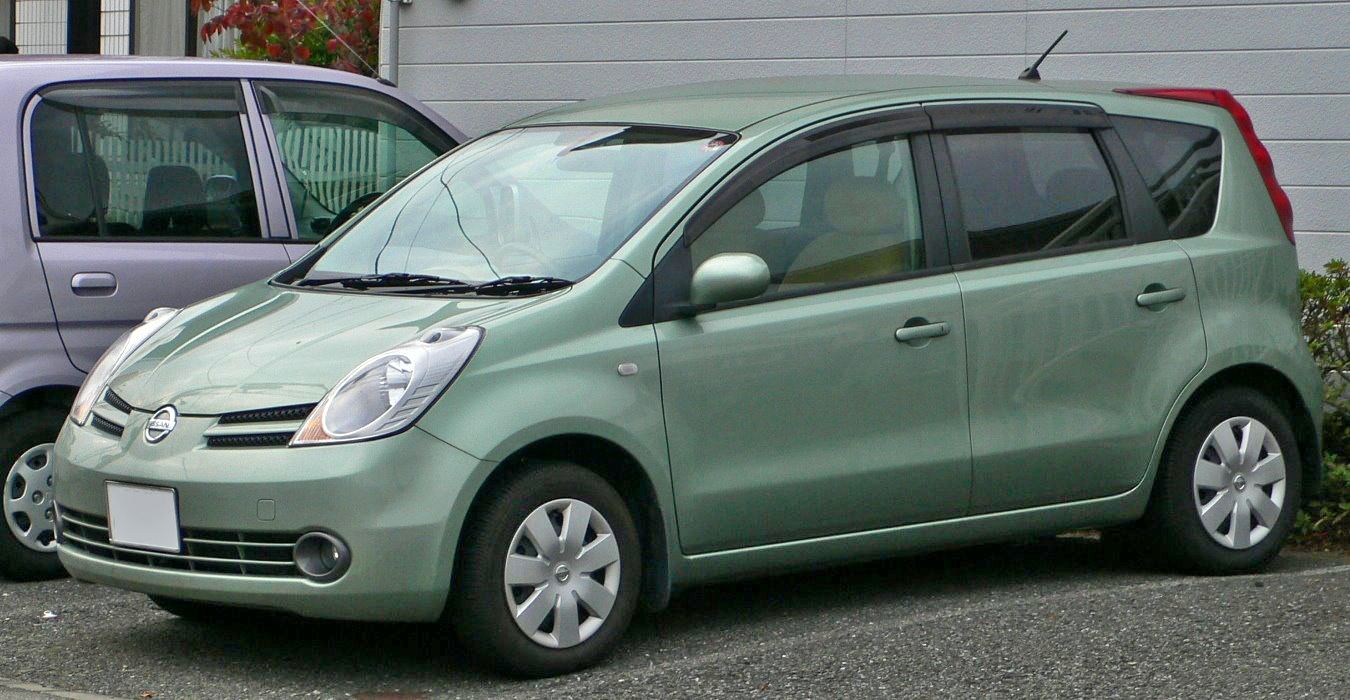
Японская версия до рестайлинга
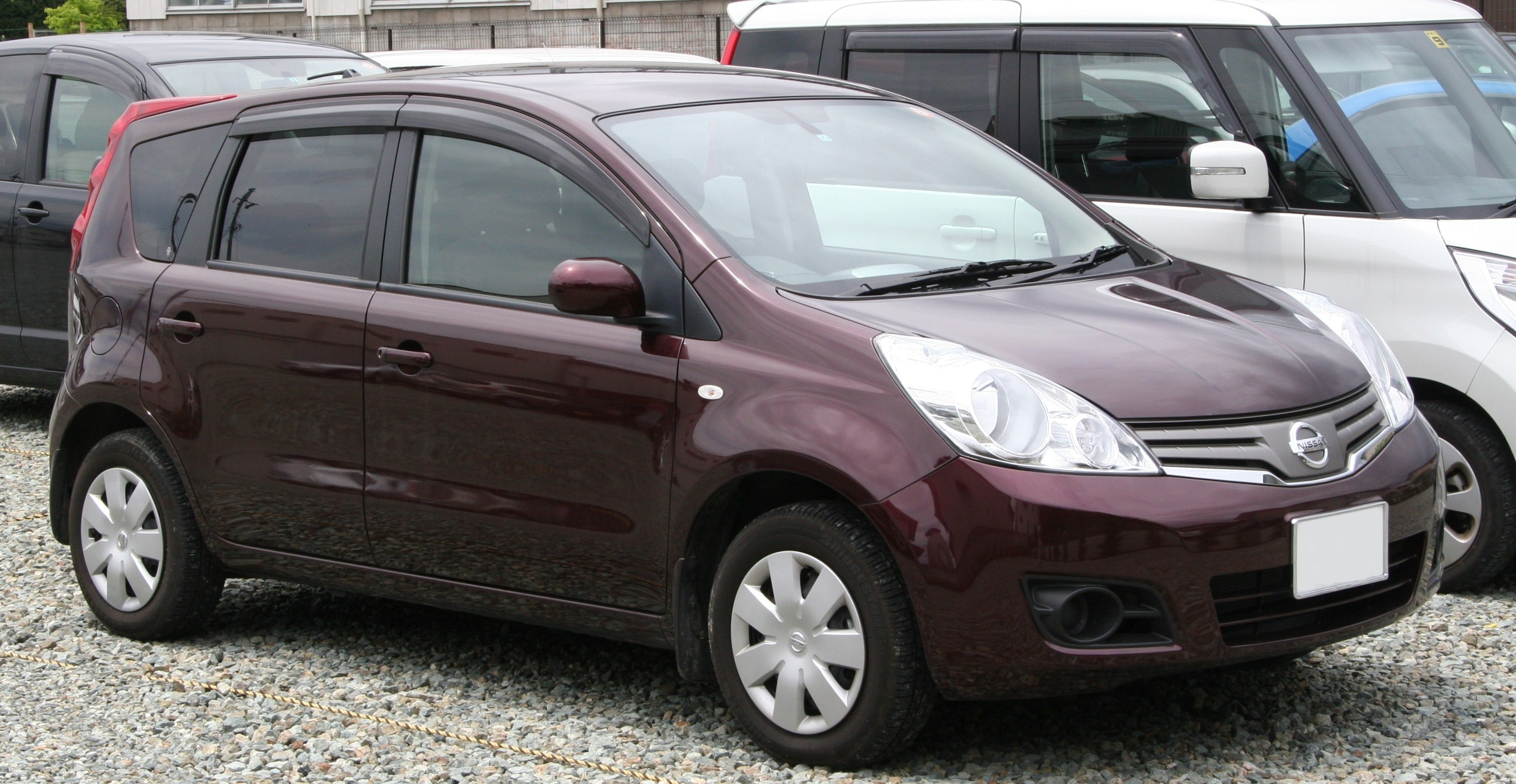
Японская версия после рестайлинга
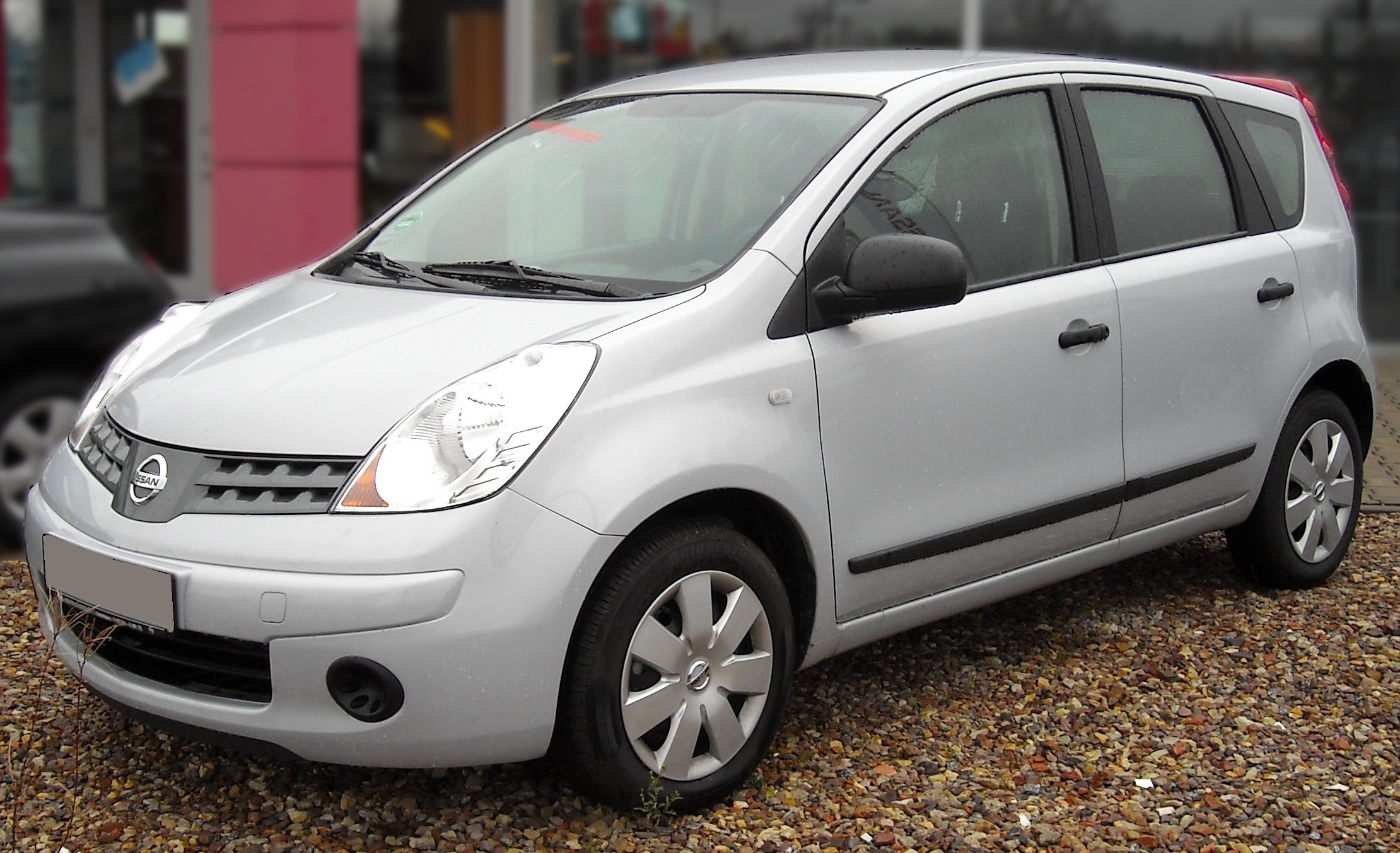
Европейская версия до рестайлинга
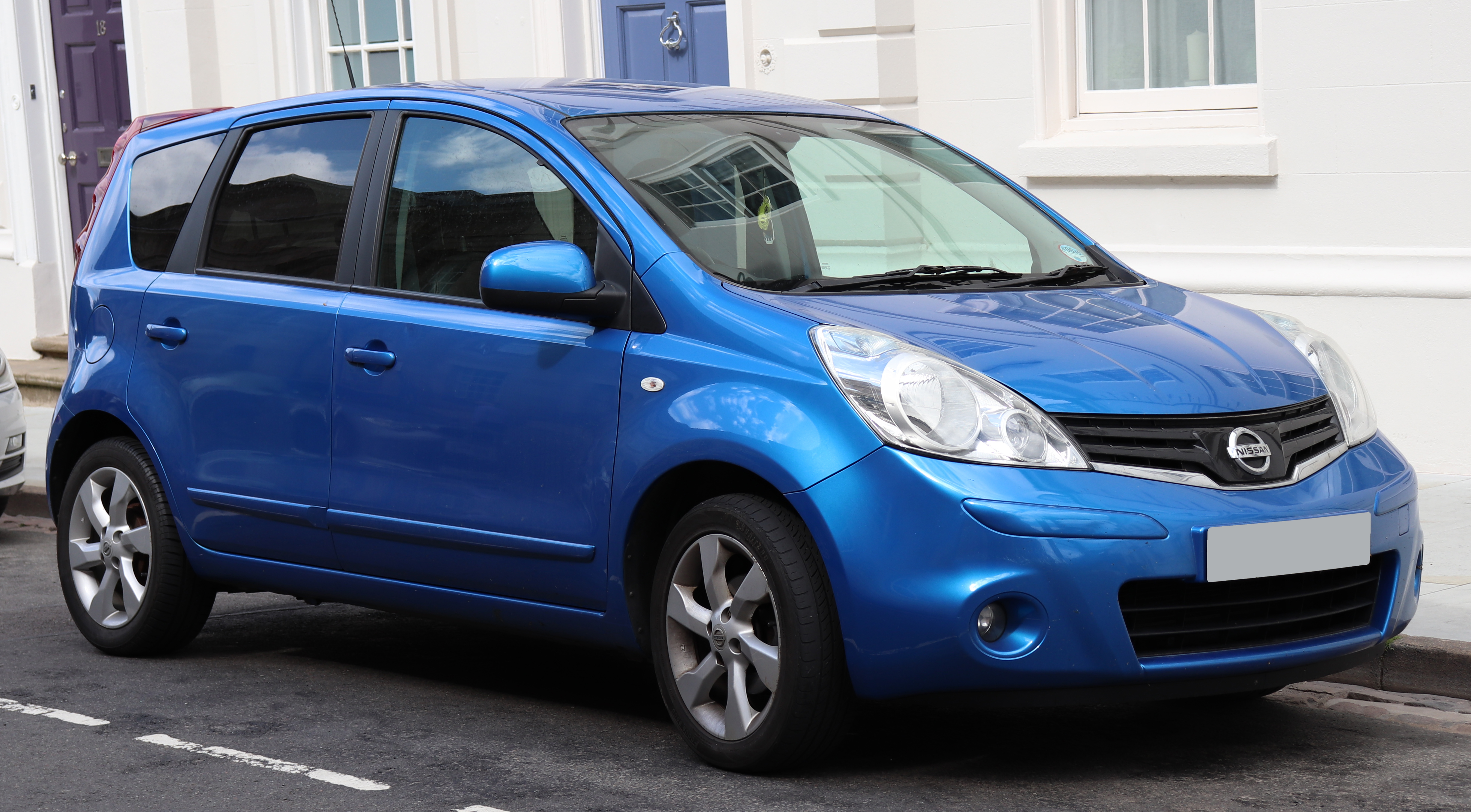
Европейская версия после рестайлинга

## Второе поколение (E12)
Как и в случае с первым поколением, первыми новый автомобиль увидели японцы. Модель для японского рынка была представлена 28 августа 2012 года в Йокогаме, всего через 5 месяцев после премьеры концепта Invitation. Продажи стартовали в сентябре 2012 года. Помимо Японии, начались продажи автомобиля на других азиатских рынках. На некоторых рынках Nissan Note второго поколения заменил аналогичную модель — Nissan Livina. В Гонконге продажи стартовали 28 сентября 2012 года. Модель для рынка Сингапура была представлена лишь в 2017 году на Сингапурском автосалоне вместе с хетчбэком Pulsar. 17 января 2017 года начались продажи в Таиланде. Note второго поколения для Европы представлен в марте 2013 года на Женевском автосалоне., а продажи начались летом. Модель для рынков США и Канады была представлена в январе 2013 года на Североамериканском автосалоне в Детройте. Продажи начались летом 2013 года. Модель для стран Латинской Америки была представлена в Колумбии в июне 2013 года. Продажи латиноамериканской версии начались в июле 2013 года.
В ноябре 2016 года модель прошла крупное обновление. Самое главное изменение касается двигателя: теперь это гибридный автомобиль, получивший название Note e-Power. Рестайлинговый автомобиль был доступен на нескольких рынках: на японском, на вышеупомянутых рынках Азии и на американском. В отличие от Японии, американская модель осталась без новой установки e-Power, ограничившись только изменениями в экстерьере.

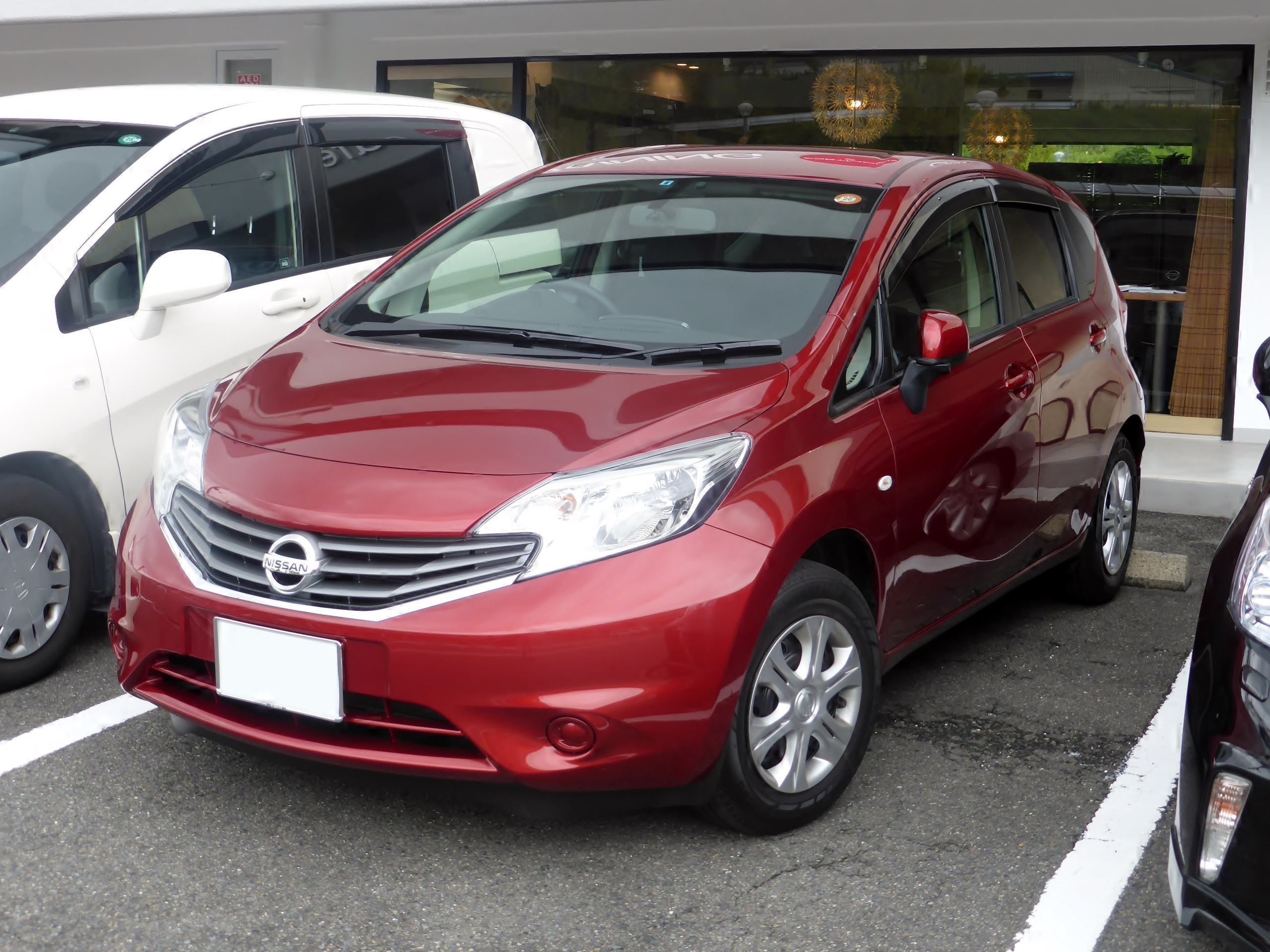
Японская модель
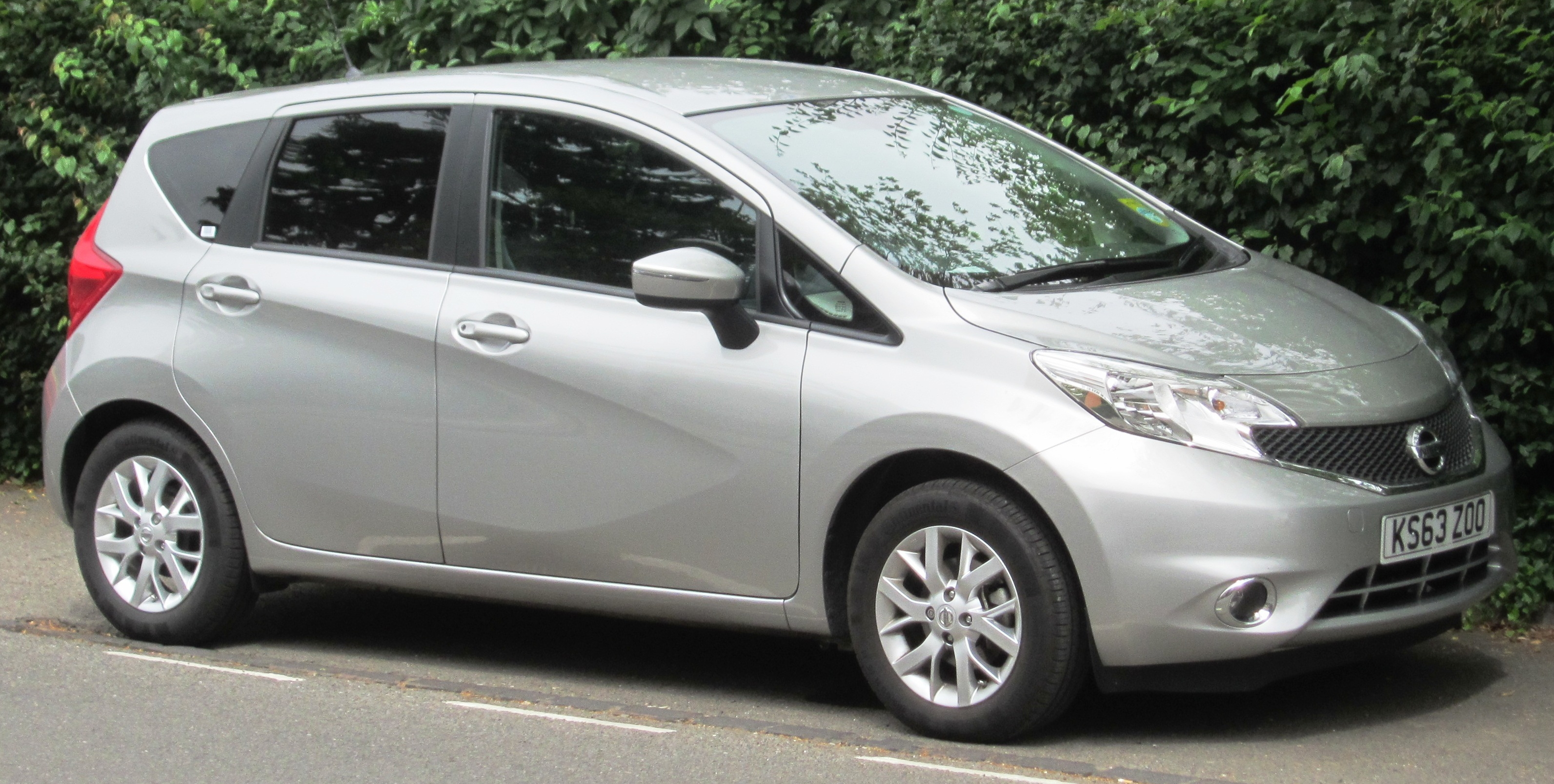
Европейская модель
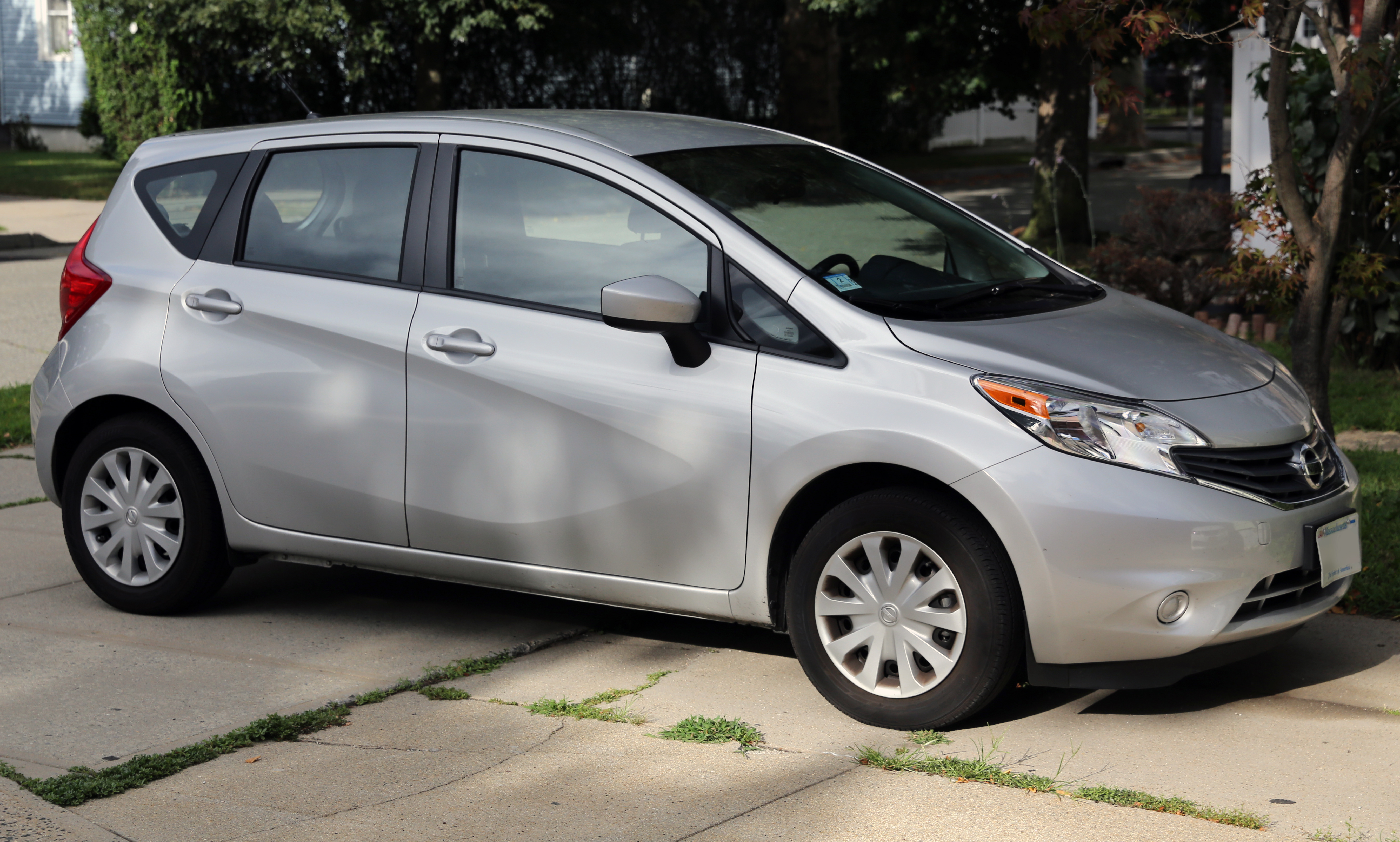
Nissan Versa Note
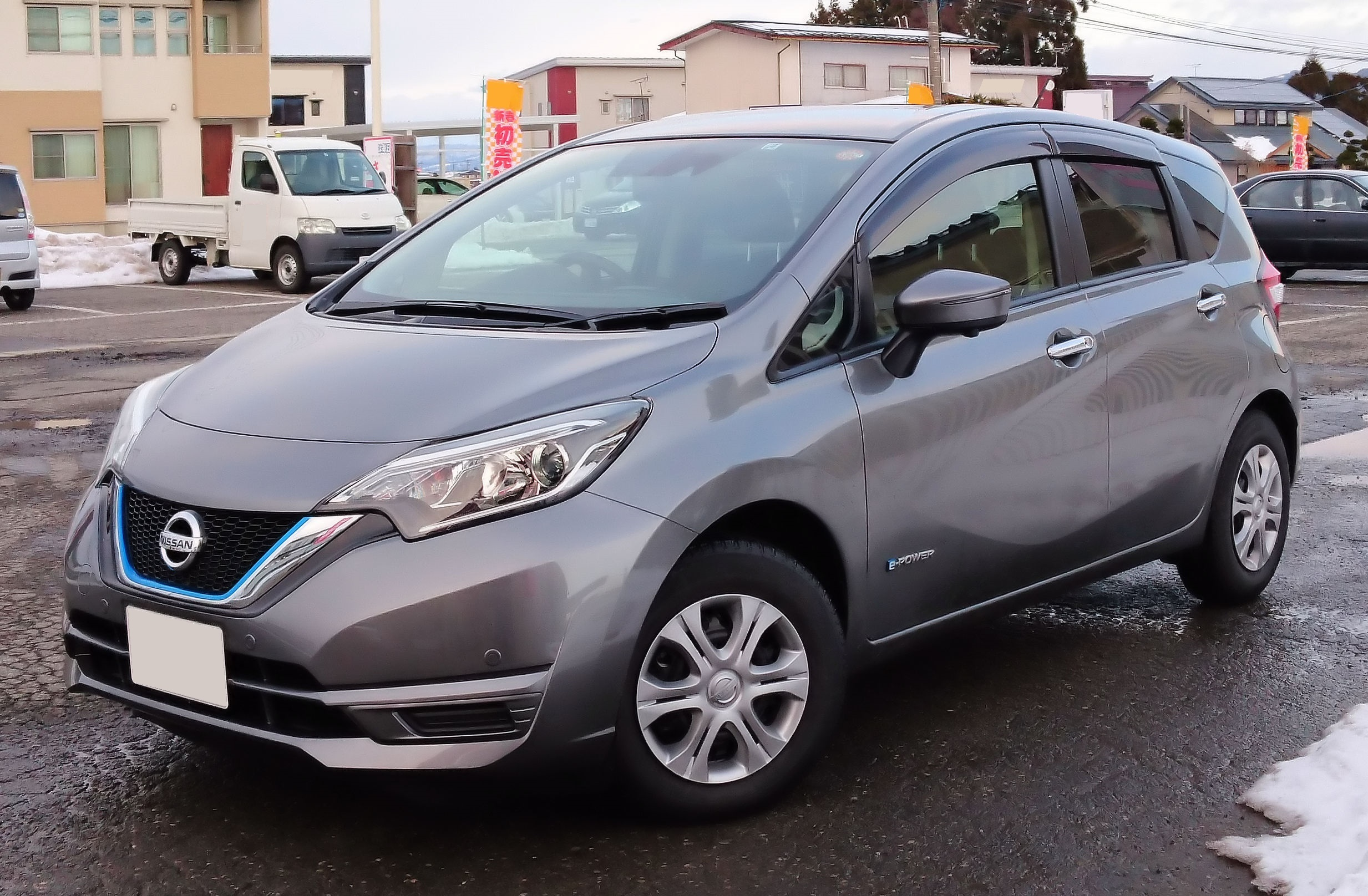
Note E-Power

## Третье поколение (E13)
Презентация третьего поколения Note прошла в Японии 24 ноября 2020 года. Автомобиль теперь полностью гибридный, модификации только с ДВС более недоступны. Цена модели начинается от 2 029 500 иен. В июне 2021 года была представлена более дорогая модификация автомобиля, получившая название Note Aura. Осенью 2021 года появилась спортивная модификация — Note Aura Nismo. Фирма Autech вновь сделала специальную версию автомобиля — Note Autech. В октябре 2021 года появилась модификация в виде кроссовера — Note Autech Crossover.

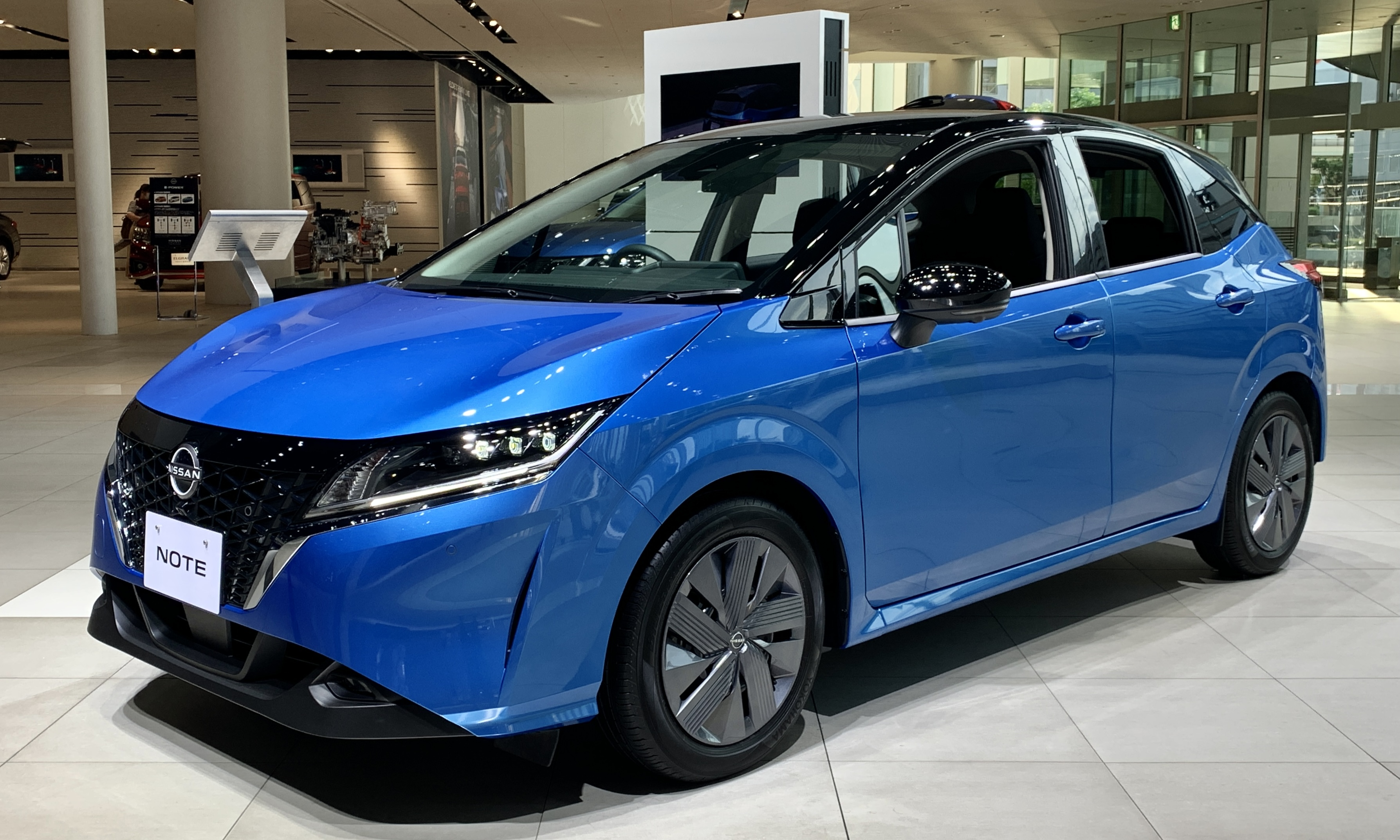
Note третьего поколения
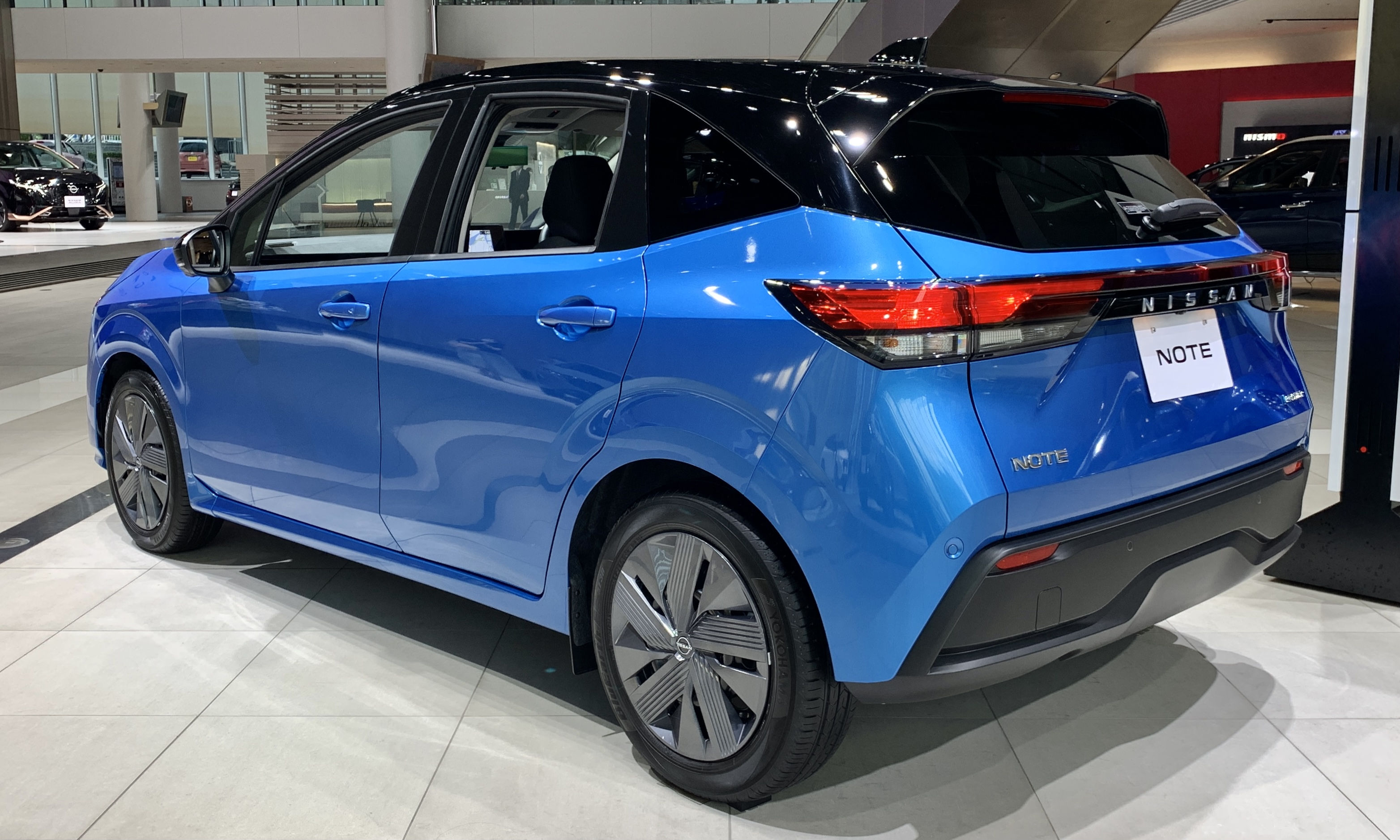
Вид сзади
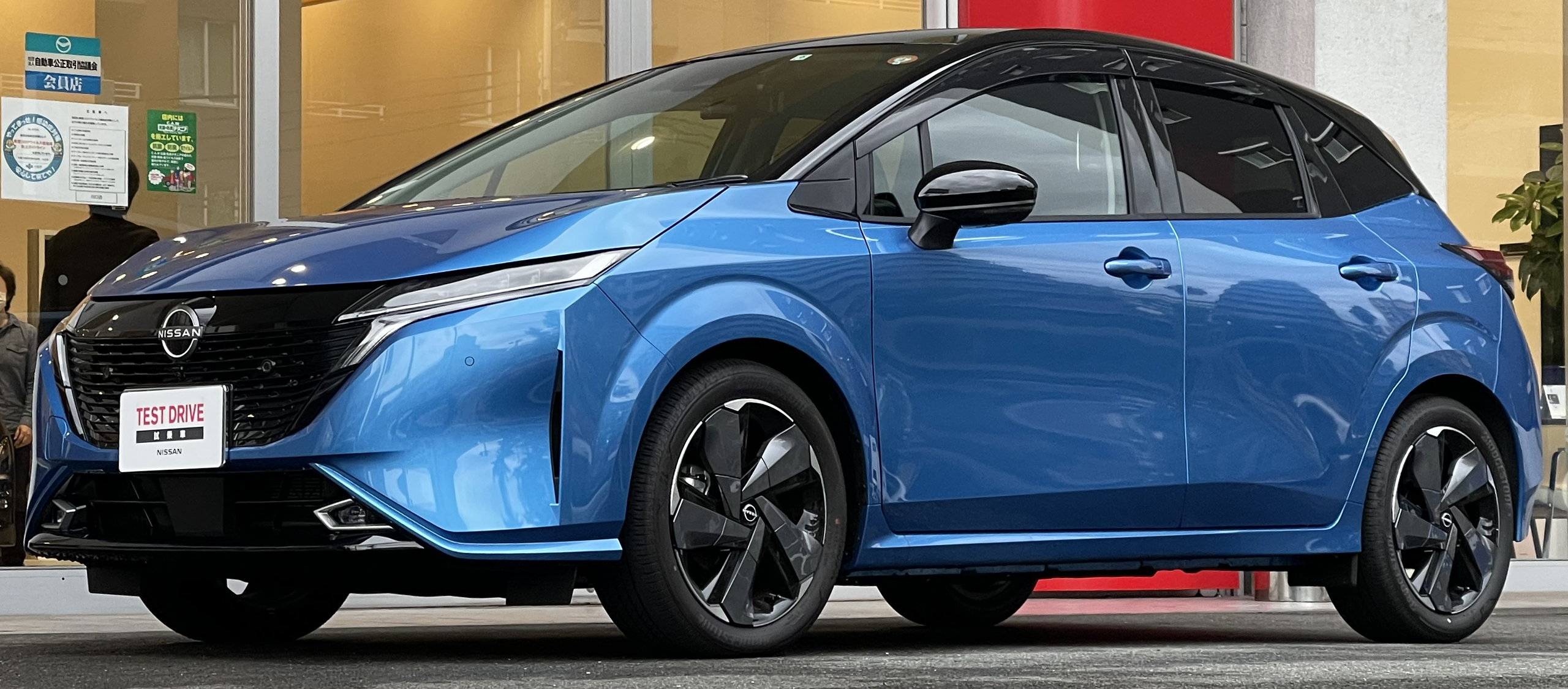
Note Aura
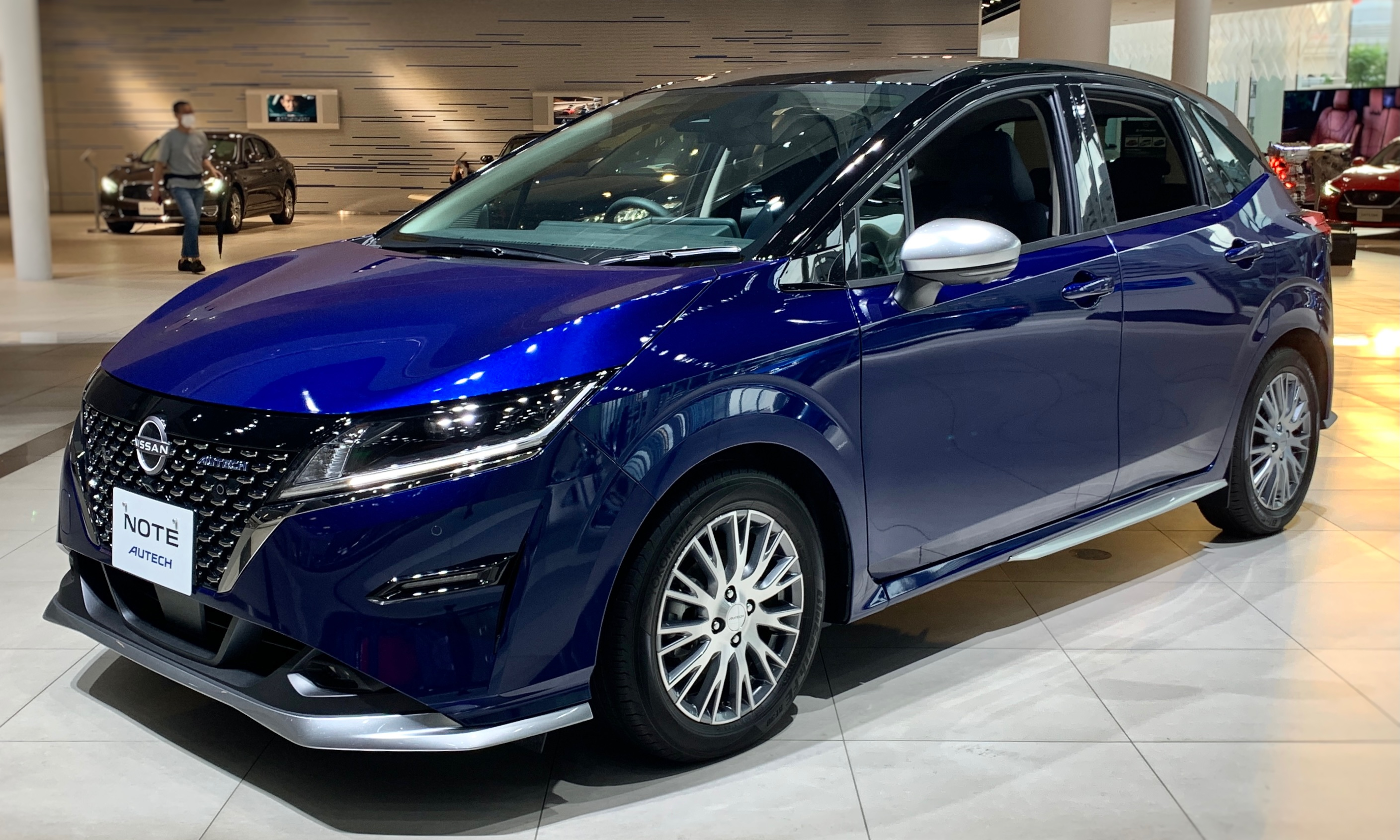
Note Autech